# Ashram College
Het Ashram College is een katholieke Nederlandse school voor voortgezet onderwijs. De school heeft twee vestigingen, een in Alphen aan den Rijn en een in Nieuwkoop.

## Historie

### Historie in vogelvlucht
De school werd in 1929 opgericht onder de naam H. Bonifacius-ulo. In 1971 werd de school uitgebreid met een afdeling havo. De toen ontstane scholengemeenschap kreeg op 1 augustus 1972 de naam Ashram College. In 1973 kreeg de school opnieuw een uitbreiding met een atheneumafdeling en in 1976 met een lagere technische school (lts).
In 1994 fuseerde het Ashram College met de in Nieuwkoop gelegen school voor vbo en mavo De Nieuwe Cope. In 1997 werd de lyceumstatus verkregen door toevoeging van een afdeling voor gymnasium. In het schooljaar 2015/2016 werd een entreprenasium toegevoegd.
Op 1 januari 2021 kwam het Ashram College met het SCOPE Scholengroep onder één bestuur van het SCOPE Scholengroep.

### De roemruchtige jaren zeventig (1972-1981)
Op 1 augustus 1972 kreeg de nieuwgevormde scholengemeenschap onder leiding van Wim Chamuleau de naam Ashram College, welke de weg van het middenschool-experiment zou volgen. 

#### De Ashram-gedachte
In de vroege jaren zeventig was sterke behoefte boven de verdeeldheid binnen de katholieke kerk uit te stijgen. Men wilde een humane, rechtvaardige en ook duurzame school, een school die de letterlijke betekenis van het katholicisme, 'alles-omvattend', serieus nam.
Chamuleau zette in die geest in nota's de ideeën uiteen over wat een schoolgemeenschap was, identiteit, democratische besluitvorming, catechese, pastoraat en schoolopbouw.

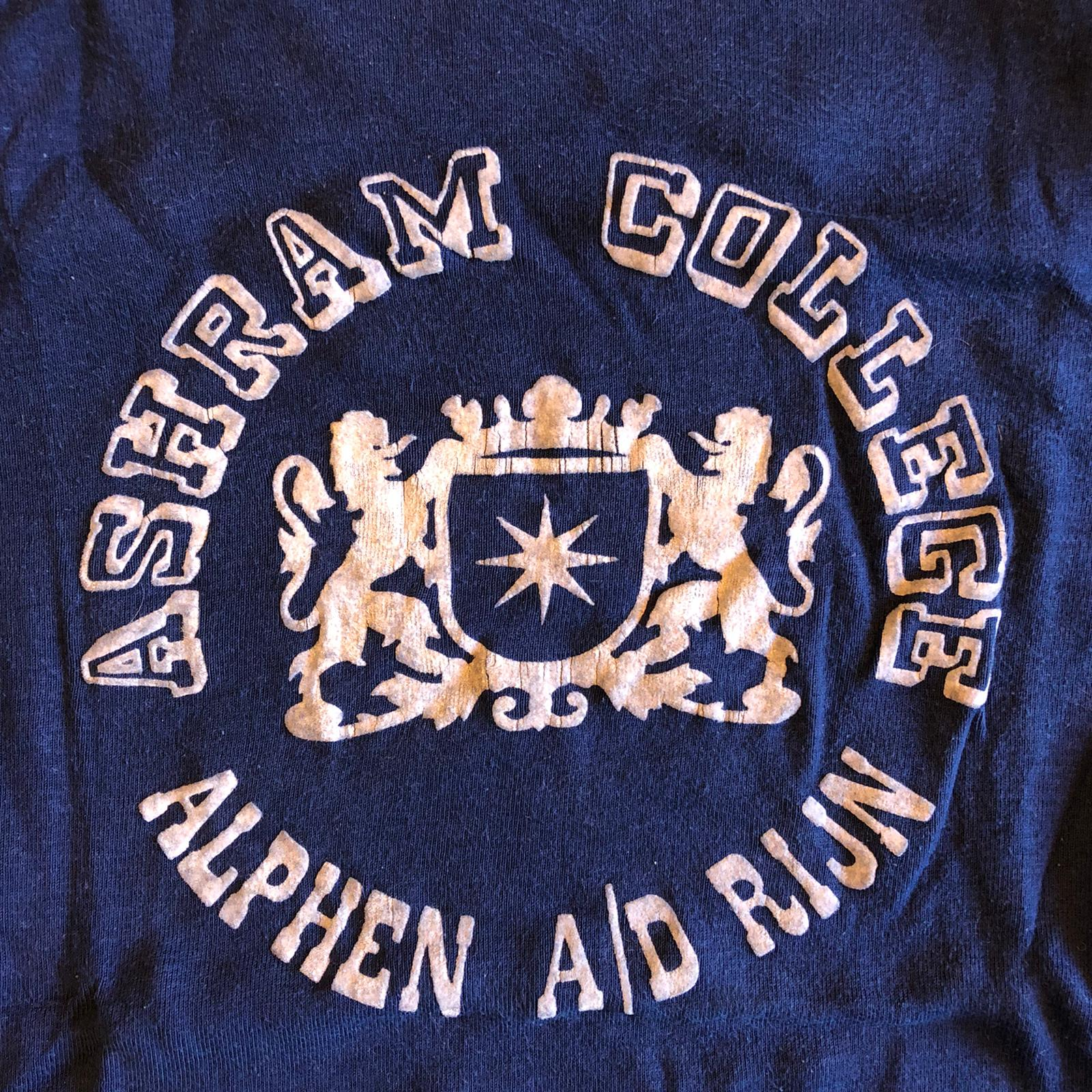
Het logo van het Ashram College in de 1970er jaren, gebaseerd op het wapen van Alphen aan den Rijn.

Hij beschreef ook wat een school niet moest zijn, want "een gelijkgeschakeld, middelmatig gedrags- en leefpatroon dat nergens betrokken bij is, waarin niemand zich prijs durft te geven, waarin dieperliggende vragen vermeden of onderdrukt worden, is vervreemdend en dodelijk".
Als naam voor de nieuwe schoolgemeenschap werd voor het 'Ashram College' gekozen. Het was een bewuste keuze voor een naam uit een andere cultuur, geïnspireerd op de ashram, een Indische kloostergemeenschap die zich toelegt op studie, meditatie en handenarbeid en welke bovendien een toevluchtsoord was voor misdeelden, reizigers en vreemdelingen. Ashrams zijn leefgemeenschappen waar iedereen ongeacht leeftijd, geloof, huidskleur, politieke overtuiging of maatschappelijke positie opgenomen kan worden.
Dit gedachtegoed, dat later de "Ashram-gedachte" genoemd zou worden, vormde de richtlijn van de school voor vele jaren. Met deze gedachte werd vanaf het begin op het model van de middenschool gemikt, wat toen een nieuwe vorm van onderwijs voor twaalf tot zestienjarigen was. Deze progressieve aanpak werd gedragen door het leeuwendeel van staf, leerlingen en ouders die met ongekend enthousiasme en inzet bijdroegen aan het ontwerp en bouw van hun school.
Toch zou deze progressieve benadering niet door iedereen in dank afgenomen worden. Het Ashram College nam een uitzonderingspositie in door als katholieke schoolgemeenschap open te staan voor iedereen. Het conservatieve deel van de rooms-katholieke gemeenschap meende dat hun principes te grabbelen gegooid werd. Het zou in de loop van de jaren dan ook tot de nodige conflicten leiden tussen de behoudende en progressieve fracties in deze schoolgemeenschap.

#### Bouw en bloei van het Ashram college (1972-1978)
Er werd een jonge vlotte en moderne school gebouwd. Er moest ruimte geschapen worden voor de nieuwgevormde schoolgemeenschap, waar in 1972 tevens het Atheneum aan werd toegevoegd. In de geest van de Ashram-gedachte mochten de leerlingen meepraten over het ontwerp van het nieuwe complex, getekend door de Haagse architect Rudi Bleeker.
Vanaf 1975 was de tuinarchitect Louis Le Roy betrokken met de aanleg van een ecologische tuin, waarover hij voor die tijd visionaire ideeën had. Hij adviseerde de scholieren, die vrijwillig bezig waren deze tuin aan te leggen en bij te houden. De toewijding van de jeugd was een lichtend voorbeeld van hoe een wilde tuin als speel- en werkplaats voor de mensen kon worden zonder hindernissen van schoonheidscommissies en andere soortgelijke instellingen.
De tuin, gekenmerkt door de organisch gevormde stenen muurtjes, werd in de beginjaren van het college een symbool van de school "waar alles altijd een beetje anders was." Het zou ook typisch blijken te zijn voor de stijl van de experimentele benadering in de jaren zeventig. De tuin en muurtjes zijn in de jaren tachtig en daarna geleidelijk verdwenen naarmate de school uitgebreid moest worden. Van dit destijds uitgebreide netwerk met planten overwoekerde golvende tuinmuurtjes en ingemetselde zithoeken resteren anno 2021 slechts kleine delen op patio's en aan de straatzijde.
Beeldhouwer Evert Strobos heeft in 1979 op de binnenplaats van het college een kunstwerk van "klets-schelpen" gemaakt, welke de scholieren daarna zelf af moesten maken.
Het college was nadrukkelijk een levensbeschouwelijk-open schoolgemeenschap waarin veel tijd en aandacht besteed werd aan onderwijsvernieuwende processen, zoals project-, integratie-, differentiatie- en niveau-onderwijs. Het mentoraat, persoonlijke begeleiding van de scholieren, was een concept dat toen uniek was voor het Ashram College en anno 2021 gemeengoed geworden is.
In 1975 werd aan de mavo, havo en Atheneum de lts toegevoegd. Het Ashram College groeide zodoende gestadig en succesvol uit tot een grote gemeenschap dat tegen het einde van de jaren zeventig jaarlijks rond de 1400 scholieren huisvestte, dat niks met een 'leerfabriek' van doen had en alles met een moderne school voor persoonlijke ontwikkeling.
Het college had een traditie opgebouwd met een sterk doorgevoerde democratische opzet. Meningen, ideeën en discussies werden gewaardeerd. Er werd naar elkander geluisterd, ongeacht of men scholier, leraar of van de leiding was. De plenaire vergadering, waarin de leerlingenraad, docenten en directie bij elkander kwamen om actuele zaken te bespreken en op te lossen was een gekoesterd element van deze doorgevoerde democratie. De unieke aanpak en enorme groei maakte van deze school een belangrijk kandidaat voor het middenschool-experiment.
Het open karakter en democratische opzet zou echter ook belangrijke oorzaak zijn van "het conflict" dat in 1978 begon.

#### Het conflict (1978-1979)
De gedrevenheid en het progressieve karakter van het succesvolle college leidde al die jaren tot wrijving met het conservatieve schoolbestuur. Hoewel de verschillen van inzicht er reeds in september 1978 toe leidde dat een externe begeleidingscommissie werd ingesteld om de problemen op te lossen, bereikte "het conflict", zoals het door betrokkenen genoemd werd, in 1979 een kookpunt.
Om de eensgezindheid van zijn staf te waarborgen in de strijd met het bestuur werd van de nieuw te werven docenten vanaf 1979 nadrukkelijk verwacht dat zij zich zouden bezighouden met onderwijsvernieuwing en -ontwikkeling in de richting van de middenschool. Hiertoe behoorde ook het zich eigen maken van op het Ashram ver doorgevoerde democratiserende processen, welke zich mede manifesteerden door de zogenaamde "plenaire vergaderingen". In deze vergaderingen kwamen de directie, staf (onderwijzend en niet onderwijzend personeel) en de leerlingenraad (vertegenwoordigers van de leerlingen) bijeen om gezamenlijk oplossingen te vinden voor actuele zaken.
Het schoolbestuur vreesde mede door de zover doorgevoerde democratisering voor het verlies van de katholieke identiteit van het college. Het bestuur was van mening dat de directie alleen aan hen verantwoording van haar werkzaamheden heeft af te leggen en niet aan docenten en leerlingen. Het voelde zich gesteund door de enkele ouders en lagere schoolhoofden die het niet eens waren met de onderwijsfilosofie op het college en daarover anoniem bij het bestuur en de onderwijsinspectie aan de bel trokken. De ouders zouden thuis de verkondiging niet herkennen uit wat de kinderen op school leerden en thuisbrachten.
Het bestuur dreigde daarom met disciplinaire maatregelen toen de directie toch doorging met deze werkwijze. Met uitzondering van Chamuleau en Van Casteren die op grond van hun ideeën over een zo groot mogelijke democratisering binnen het college ervan overtuigd waren dat zij wel verantwoording schuldig waren aan de plenaire vergadering, bezweek de directie onder deze dreiging.
Om het inmiddels slepende conflict tussen bestuur en schoolleiding op te lossen werden externe organisatiedeskundigen ingeschakeld. Deze externe begeleidingscommissie (EBC) kwam tot de conclusie dat het dreigen met disciplinaire maatregelen door het bestuur moest ophouden en dat er een overgangsbestuur ("overgangs-bevoegd orgaan") moest komen, bestaande uit drie ouders, drie bestuursleden, drie leden van de voltallige vergadering en een onafhankelijke voorzitter.
Conform het toen voor Ashram unieke schoolbeleid, doch tegen het bevel van het schoolbestuur in, gaven de rectoren op de plenaire vergadering openheid van zaken betreffende het conflict.
De bom barstte toen in reactie daarop het bestuur eind oktober 1979 het advies van het EBC in de wind sloeg door de rectoren de wacht aan te zeggen: Chamuleau werd voorwaardelijk ontslagen en Van Casteren voorwaardelijk geschorst. Toen de leerlingenraad de gemeenschap van het Ashram College hierover geïnformeerd had, werd nog eens duidelijk hoezeer het project dat Chamuleau en zijn staf sinds dag één aan het uitvoeren waren door de gemeenschap gedragen werd: een overgrote meerderheid van ouders, leerlingen en leraren van het college kwamen in verzet tegen het beleid van het schoolbestuur. Zelfs oud-leerlingen protesteerden. Het besluit van het schoolbestuur was des te onbegrijpelijker omdat er openingen waren voor een gesprek. Met deze actie had het bestuur de Ashram-gedachte - de ver doorgevoerde democratie; openheid en wederzijds respect tussen alle partijen - met de voeten betreden.
Door het conflict begonnen de ouders zich zorgen te maken over de voortgang van het middenschool-project die in de zomer van 1980 van start moest gaan. Zij vermoedden dat het bestuur via allerlei kanalen het democratiseringsproces een halt probeerde toe te roepen, hetgeen ten koste van de ontwikkeling van de school zou zijn. Ze eisten dan ook dat de ontslagen ingetrokken zouden worden en een overgangsbestuur conform het advies van het EBC ingesteld zou worden om de zaken tot een oplossing te brengen. Het schoolbestuur ging uiteindelijk akkoord met het idee van het overgangsbestuur, maar hield vast aan hun disciplinaire maatregelen. Dit betekende een impasse, want de leraren hielden voet bij stuk dat de opheffing daarvan van essentieel belang was.
Op 10 december wordt een nieuw bestuur voor een oudervereniging gekozen. Verrassenderwijs wordt met overweldigende meerderheid voor de groep van "katholieke" ouders, bijgenaamd "groep Böhm", gekozen. Hierdoor waren de andere stromingen binnen het college, waaronder de "verontruste ouders", niet meer vertegenwoordigd in het bestuur. Dit bracht de scheidend voorzitter van "groep Van der Vlist" tot de woorden: "U hebt hiermee een grote verantwoordelijkheid op u gelegd gekregen. De verantwoordelijkheid om niet de indruk te wekken dat een groot deel van de school er niet meer bij hoort."

#### Ontslag van de directie (1980)
Met de vervanging van het oude bestuur van de oudervereniging in december 1979 leek het erop dat de problemen opgelost waren en er eindelijk stappen richting het middenschool-experiment gemaakt kon worden. Niets bleek minder waar. Groep Böhm kon zich er niet toe zetten hun advies het middenschool-experiment een jaar uit te stellen terug te draaien naar onmiddellijke doorgang. Verontruste ouders die voorzagen dat hun kinderen tussen de wal en het schip terecht zouden komen dienden daarop een motie van wantrouwen in waardoor groep Böhm op 29 januari 1980 alweer moest opstappen en het stokje moest teruggeven aan hun voorgangers, groep Van der Vlist. Maar door procedurele onregelmatigheden zou het schoolbestuur groep Van der Vlist ditmaal niet erkennen als ouderbestuur en hen niet toelaten tot de aan hen toebehorende zetels in het schoolbestuur. Dit leidde weer tot nieuwe problemen in het conflict.

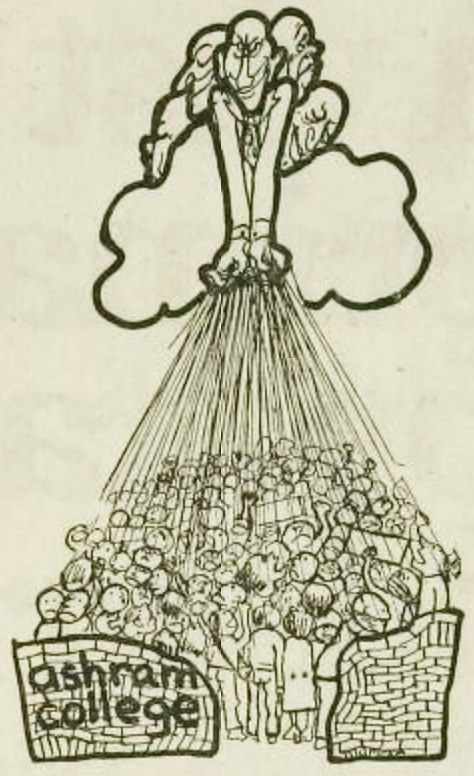
Marieke van Amerom toonde haar boosheid over de gang van zaken op het Ashramcollege middels deze tekening in het Leidsch Dagblad van 6 februari 1980.

Groep Van der Vlist, die zichzelf toch als het rechtmatige bestuur van de oudervereniging beschouwde stuurde half februari een brief naar het Ministerie van Onderwijs, om toch vooral het Middenschool-experiment die zomer te laten beginnen.
De leraren legden in dezelfde periode een bemiddelingsvoorstel voor, waarin een belangrijk punt was hoe de geschillen opgelost konden worden. Hiertoe stelden zij voor om een persoon uit de plenaire raad, een persoon uit het bestuur en als voorzitter een onafhankelijke jurist aan te trekken. Ook stelden de leraren voor een nieuw ouderbestuur te kiezen onder auspiciën van de Nederlandse Katholieke Ouderverenigingen (NKO). Dit voorstel is nooit serieus genomen door het schoolbestuur.
Dan stelt Minister Pais een ultimatum in: zou er voor 1 mei 1980 geen oplossing gevonden worden, dan kwam er definitief een streep door het middenschool-project in Alphen.
Met Pais' ultimatum als drukmiddel kwam het schoolbestuur op zijn beurt met een ultimatum bij de leraren: die hadden tot 26 maart 1980 acht uur 's avonds de tijd om akkoord te gaan met een nieuw voorstel van het EBC, anders zou de beroepsprocedure tegen de rectoren versneld worden. Dit voorstel, waarvan gezegd werd dat het met instemming van de vakbonden was opgesteld, zei een belangrijke stap te beogen naar de oplossingen van verschillende problemen binnen het College. In dit voorstel werden Chamuleau en Van Casteren weggecijferd met de garantie van wachtgeld. Niet verrassend kon dit voorstel op goedkeuring van het schoolbestuur rekenen, maar niet op die van de leraren, want het voorstel liep zomaar voorbij aan het feit dat de twee rectoren essentieel zijn in het proces naar de middenschool: de koppeling die de begeleidingscommissie maakt tussen het ontslag van Chamuleau en het doorgang van de middenschool werd door de docenten als onethisch en onterecht beschouwd: "Veel mensen vinden dat juist die twee mensen het hele middenschool-experiment hebben gedragen, en dat doen ze nog steeds. Dan is het toch wel erg kras als je juist die twee mensen eruit wilt gooien." Bovendien vreesden ze een leegloop aan docenten waardoor het middenschool-experiment een lege huls zou worden. Die vrees werd in het proces rondom Chamuleau's ontslag bewaarheid.
Toen begon de oudervereniging (de "groep van der Vlist") half maart een kort geding tegen het schoolbestuur, omdat ze sinds hun verkiezing in december 1979 nog altijd niet door het bestuur erkend werden, ondanks dat ze daar volgens de statuten van het Ashram College recht op zouden hebben. In navolging van het schoolpersoneel dat eerder via een kort geding een zetel had opgeëist in het schoolbestuur, eiste de oudervereniging twee zetels in het schoolbestuur. Tevens werd in dat kort geding door de oudervereniging geëist dat het schoolbestuur de uitspraak niet mocht misbruiken om geen aanvraag voor het middenschool-experiment bij het ministerie van onderwijs in te dienen.
De leraren gingen niet in op het ultimatum van het schoolbestuur omtrent het aangepaste EBC voorstel en het schoolbestuur drijft haar zin door. Op papier werd Chamuleau vanaf 27 maart 1980 met "ziekteverlof" gestuurd. Door Chamuleau het functioneren onmogelijk te maken, dwongen ze hem ertoe "vrijwillig" per direct "eervol" ontslag te nemen. Dit ging wederom niet zonder slag of stoot: Chamuleau diende inderdaad zijn ontslag in, doch niet zonder de voorwaarde dat het middenschool-experiment dat sinds november door het oplopende conflict op de tocht was komen te staan, in de zomer van 1981 zou starten. Chamuleau hoopte dat het schoolbestuur de moed zou hebben zelf ook op te stappen, opdat de docenten daaruit moed konden putten om door te gaan met het experiment. Want met zo'n grote tegenstander als het schoolbestuur was zou het ontzaglijk moeilijk zijn de middenschool van de grond te krijgen.
Chamuleau's ontslag werd 'dankbaar' geaccepteerd door het schoolbestuur, die natuurlijk graag het middenschool-experiment zag verdwijnen, maar liever nog de luis in hun pels. Bovendien had het schoolbestuur de garantie gekregen dat de school haar katholieke karakter niet zou verliezen. Met deze oplossing leek tevens een verdere leegloop van het toen al flink ingekrompen college te zijn voorkomen.
Met het ontslag van Chamuleau en Casteren, door het bestuur gekwalificeerd als personnae non gratae hadden ze eindelijk "de beweging" door hun antibeweging gestopt. Het zou echter een Pyrrhusoverwinning zijn.

#### Doorstart van het experiment
Enkele dagen later kondigt het schoolbestuur aan dat het middenschool-experiment die zomer gaat beginnen.
Het was echter maar zeer de vraag of dat de school in staat zou zijn na alle perikelen in een klein half jaar tijd de vuile was binnen te halen en orde op zaken te stellen. Er waren veel problemen op te lossen. Het oude bestuur had bij het aftreden zo'n chaos achtergelaten dat de voorbereidingen voor de overstap naar het middenschool-experiment jaren teruggevallen waren. Zo hadden met het ontslag van Chamuleau, dat op 1 april 1981 officieel was afgerond, zoals eerder gevreesd, een dertigtal collega's die klaargestoomd waren voor het experiment, uit solidariteit met hun rector eveneens ontslag genomen. Het leek zeker te zijn dat het schoolbestuur van de overgebleven docenten zou eisen dat zij Chamuleau's gedachtegoed zouden laten varen.
Ook moest op 19 april een nieuw schoolbestuur gekozen worden. Het toenmalige schoolbestuur bevatte een aantal ouders die een machtsgreep hebben gebruikt bij de overname van het college in januari en zodoende feitelijk geen bevoegdheden had, terwijl het oude schoolbestuur met de "dissidente" leraren was overeengekomen om een nieuwe verkiezing uit te schrijven.
Ondanks het vele werk dat sinds het ontslag van Chamuleau gestopt was in het klaarkrijgen van de benodigde documentatie, werd in juni duidelijk dat het inderdaad niet zou lukken om de school voor de zomer klaar te krijgen voor het experiment. Met name het vertrek van voorbereide docenten werd als belangrijk oorzaak genoemd. De bij het ministerie ingediende plannen werden desalniettemin positief ontvangen en Pais' vermeende harde opstelling van "nu of nooit" bleek niet langer van toepassing: het middenschool-experiment mocht in de zomer een jaar later beginnen.
In oktober 1980 werd het schoolbestuur middels verkiezingen uitgebreid van vijf tot dertien leden. Dit ondanks eerdere toezeggingen van het oude bestuur een klein jaar daarvoor toen vast zou staan dat drie leden van het schoolbestuur (Maas, Verkerk, Ponsioen) zouden opstappen zodra de moeilijkheden achter de rug waren en waarbij zelfs de suggestie gewekt werd dat mogelijk het hele bestuur zou vertrekken, zodat een nieuw bestuur met een schone lei kon beginnen. De oude club bleef dus zitten, maar niet voor lang. Voorzitter Maas vertrok niet lang daarna alsnog om een "groeiend verschil van inzicht". Chamuleau, die niet met Maas door een deur kon, vond zijn vertrek tekenend voor de man: Maas was volgens hem een soort Icarus. Ponsioen en van Klink volgden hun voorzitter aan het eind van het jaar.
Ondanks de vele verbeteringen die inmiddels in de organisatie waren doorgevoerd, zag het er rond de jaarwisseling van 1980 en '81 nog somber uit voor het experiment. Chamuleau, de zaken nu van buitenaf aanschouwend hield zijn hart vast: de voorbereiding van de middenschool was door het vertrek van veel klaargestoomd personeel namelijk jaren teruggevallen.

#### Rehabilitatie van de directie (1981)
De oorzaak van het "bizarre conflict" dat met het vertrek van Chamuleau eindigde werd algeheel toegewezen aan het toenmalige schoolbestuur dat door onkunde, gebrek aan verantwoordelijkheidsgevoel en dogmatische ideologie bijna de unieke verworvenheden van het Ashram de nek heeft kunnen omdraaien. Han van Hagen, toenmalig docent aan het Ashramcollege, schreef hierover in niet mis te verstane woorden in het Leidsch Dagblad: Enkelen (het schoolbestuur) wilde over de hoofden van velen de toekomst bepalen. Onder voorwendselen moesten er koppen rollen.
In de zomer van 1981 werden Chamuleau en conrector Van Casteren dan ook geheel gerehabiliteerd door het nieuwe schoolbestuur, die erkende dat het voorgaande bestuur hen "ten onrechte het functioneren aan de school onmogelijk is gemaakt." Hoewel ze welkom waren weer aan de slag te gaan, kozen beide heren er evenwel om verschillende redenen voor om niet terug te keren.
In dezelfde periode kwam het Ministerie overigens tot de conclusie dat het Ashram College nog altijd niet klaar was voor het experiment en kondigde zij aan het middenschool-experiment aan het Ashram wéér een jaar uit te stellen. Maar toen kwamen wederom de ouders, leraren en ditmaal het nieuwe schoolbestuur in actie. Ze voerden de druk op bij het Ministerie en met steun van Van Kemenade werd een aangepast plan goedgekeurd waardoor het experiment in augustus 1981 alsnog definitief van start kon, op voorwaarde weliswaar dat een rector aangesteld was.

### Het middenschool-experiment (1981-1986)
Het conflict tussen de voor- en tegenstanders voor het middenschool-systeem op Ashram leek ten gunste van de voorstanders beslecht. De jarenlange inspanningen van Chamuleau en zijn medestanders bleven ondanks het vertrek van velen hun vruchten afwerpen. Met het nieuwe bestuur en onder grote druk van ouders, leraren en het stichtingsbestuur op de Tweede Kamer werd gepleit voor doorgang van het middenschool-experiment. Mede dankzij inspanningen van PvdA-kamerlid Van Kemenade werd in de zomer van 1981 eindelijk toestemming verkregen van minister van Onderwijs Pais met de eerste twee leerjaren middenschool aan het Ashram College te beginnen. Voorwaarde was wel dat in de zomer van dat jaar een nieuwe rector gevonden zou worden. Dat zou uiteindelijk Ton Maurice worden.
Tegen die tijd hield Chamuleau, nu als oud-rector het proces van een afstand gadeslaande, echter zijn hart vast voor de plannen, want door het vertrek van zoveel ervaren leraren was het college lang niet zo goed voorbereid op het middenschool-experiment als het had moeten zijn. De school had nu echter de steun van het ministerie. Van Kemenade, inmiddels weer Minister van Onderwijs, en die al eerder uitgebreid zijn sympathie en steun voor het middenschool-concept had getoond, sprak onder overweldigende belangstelling op het Ashram College in november 1981.
De aandacht verschoof nu naar de discussie op nationaal niveau waar men met elkander in de clinch lag over hoe het experiment verder ontwikkeld moest worden en hoe dat in het voortgezet onderwijs-systeem geïntegreerd kon worden. Gedurende "Ander onderwijs andere leerkracht", het tweede congres over de middenschool dat in maart 1983 gehouden werd in het Ashram College - inmiddels het vlaggenschip van het experiment werd toenmalig minister van Onderwijs Deetman bekritiseerd op zijn beleid. De tweesporigheid waar het kabinet voor gekozen had zou onzekerheid brengen. Tweesporigheid betekende hier dat naast de bestaande onderwijstypen het voortgezet basisonderwijs (VBaO) werd ontwikkeld. De bezuinigingsmaatregelen die gaande waren zouden de kwaliteit van het onderwijs aangetast hebben.
De minister gaf aan dat de Adviesraad Voortgezet Onderwijs eerste fase (ARVO I) toen een eerste advies had uitgebracht. Dit advies had betrekking op scholing en nascholing van docenten voor het VBaO. De nieuwe Lerarenopleidingen zouden volgens hem bij uitstek geschikt zijn voor het verzorgen van deze scholing en nascholing. Bij nascholing zou teamgerichte aanpak per school de voorkeur hebben.
De middenschool sloot goed aan op het gedachtegoed van het Ashram college. Een basisvorming van drie jaar, waarbij leerlingen van alle niveaus zo lang mogelijk bij elkaar werden gehouden. Vakken als drama, muziek en lessen van levensbeschouwelijke aard, evenals de zogenaamde mentorlessen waarbij wat verder werd gewerkt aan de saamhorigheid binnen de klas.

### 1986-2021
In 1994 fuseerde het Ashram College met de in Nieuwkoop gelegen school voor vbo en mavo De Nieuwe Cope. In 1997 werd de lyceumstatus verkregen door toevoeging van een afdeling voor gymnasium. In het schooljaar 2015/2016 werd een entreprenasium toegevoegd.
Begin 2021 fuseerde het Ashram College met SCOPE scholengroep.

## Mensen van het Ashram

### Bekende (oud)leerlingen
- Rick Engelkes (1959), acteur en producent
- Koos Breukel (1962), fotograaf
- Bas Westerweel (1963), tv-presentator
- Remco Pielstroom (1965), waterpolospeler
- Tim Boekhout van Solinge (1968), geograaf en criminoloog
- Erik Jan Harmens (1970), dichter en schrijver
- Boris van der Ham (1973), politicus, Tweede Kamerlid
- Daan Roosegaarde (1979), kunstenaar, ondernemer en ontwerper
- Tess van der Zwet (1990), zangeres
- Malou Petter (1990), verslaggeefster en presentatrice NOS Journaal[63]

### Bekende (oud)leraren
- Han van Hagen (1944), etser[64]
- Leo Divendal (1947), fotograaf, werkzaam op het Ashram van 1973 tot 1980. Zoon van Herman Divendal.
- Karin Spaink (1957), lerares Engels in 1981-82; publicist, columnist, feminist en activist
- Karin Braamhorst (1960), kunsthistoricus en auteur (lerares beeldende vorming, CKV)
- Gerard van de Molen (?-2013[65]), leraar Natuurkunde en Techniek ( ?- 2012) ; SP-raadslid.
- Ben Ponsioen (1950?), leraar van ? tot 2012; oud-bondscoach van het Nederlands nationaal basketbalteam.
- Jaap Kranenborg (1951), docent aardrijkskunde (1975–1977 en 1982–2016); schrijver en columnist.

### Lijst van rectoren
- 1971-1981: Wim Chamuleau
- 1982-1994: Ton Maurice[66]
- 1995-2010: Martin Duivenvoorden[67]
- 2010-2011: Herman Bosman[68]
- 2011-2016: Tilly van Wijk
- 2016-2018: Piet Post[69]
- 2018-2019: Henk Fledderus[69]

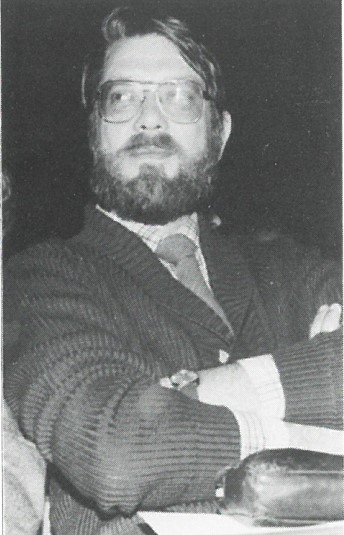
Wim Chamuleau, eerste rector van het Ashram College
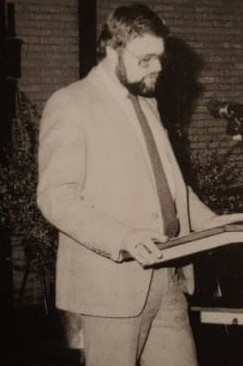
Ton Maurice, tweede rector van het Ashram College
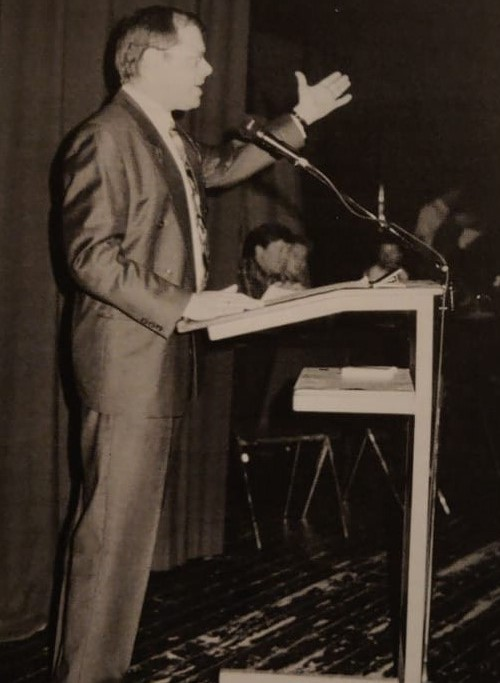
Martin Duivenvoorden, derde - en met vijftien jaar de langstzittende - rector van het Ashram College.

Na het vertrek van Henk Fledderus begin 2019 hebben de vestigingsdirecteuren de dagelijkse leiding van het Ashram College overgenomen.
Vestiging Nieuwkoop
- ?-2020: John Bakker[71]
- 2020-heden: Reindert Brouwer[71]

Vestiging Alphen aan den Rijn
- 2019-heden: André Hol[72]

## Erkenningen
- 2007:  CKV Award voor cultuureducatie van het Cultureel Jongeren Paspoort (CJP). De prijs was aan het Ashram uitgereikt omdat de school volgens het CJP goed samenwerkte met culturele instellingen in de regio en veel aandacht aan de culturele vakken besteedde.[73] Dit was mede het resultaat van Kees Visschedijks inspanningen om het Ashram College als cultuurschool op de kaart te zetten.[74]
- 2019: Gouden Schoolkantine Schaal, uitgereikt door het Voedingscentrum omdat meer dan 80% van de producten in de schoolkantine van het Ashram uit "betere keuze producten" bestaan: “Hier krijgen leerlingen een duwtje richting de betere keuze, door de aankleding van de kantine”, aldus het Voedingscentrum.[75]
- 2019: BalansAward2019 voor de tweede plek, uitgereikt door de landelijke Oudervereniging Balans, met als motivatie dat het Ashram College een voorbeeld is voor andere scholen: “Kinderen krijgen gelijke kansen als ze ongelijk onderwijs genieten.”[76][77]

## Afbeeldingen

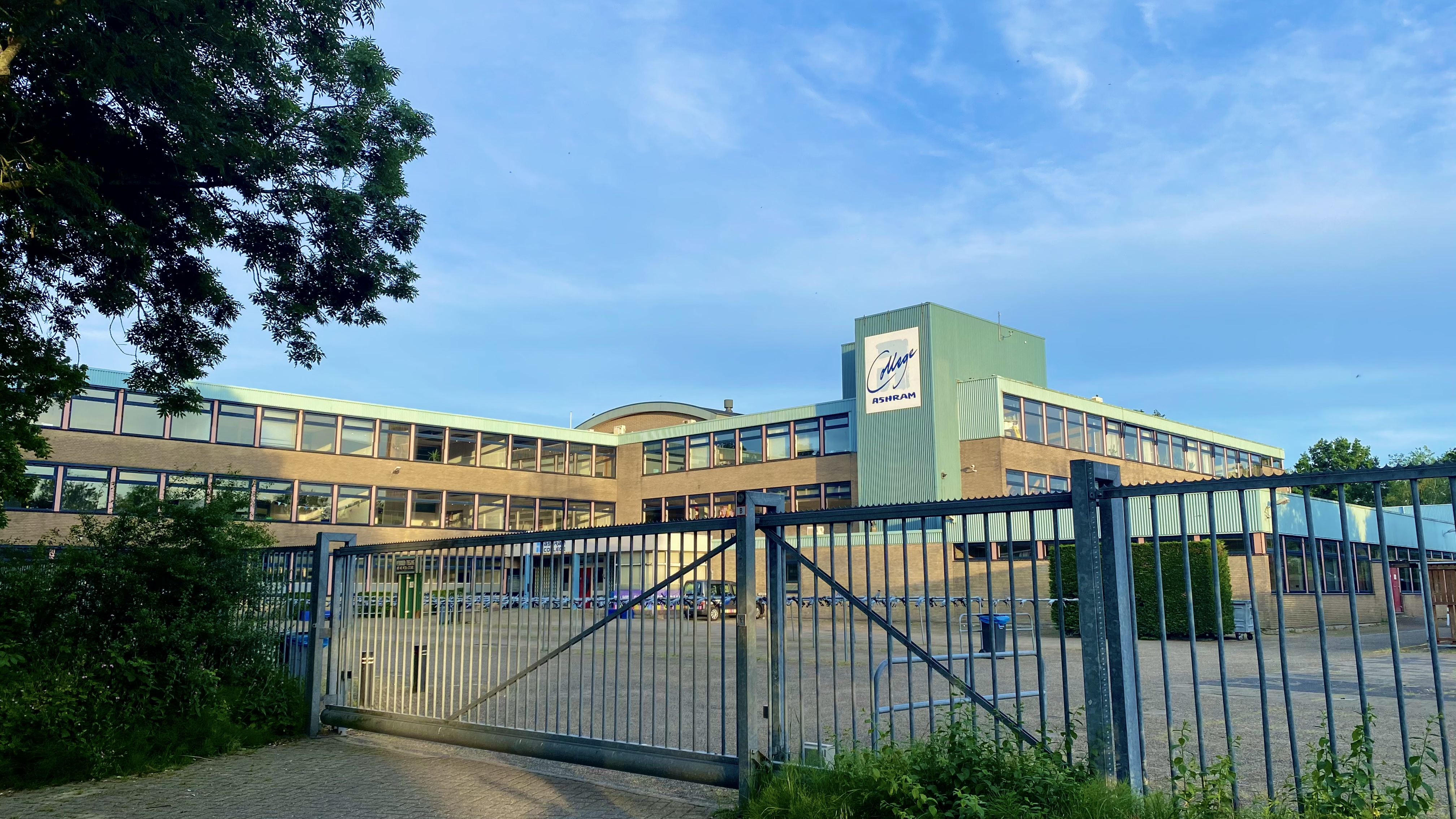
Voorkant Ashram College in Alphen aan de Rijn
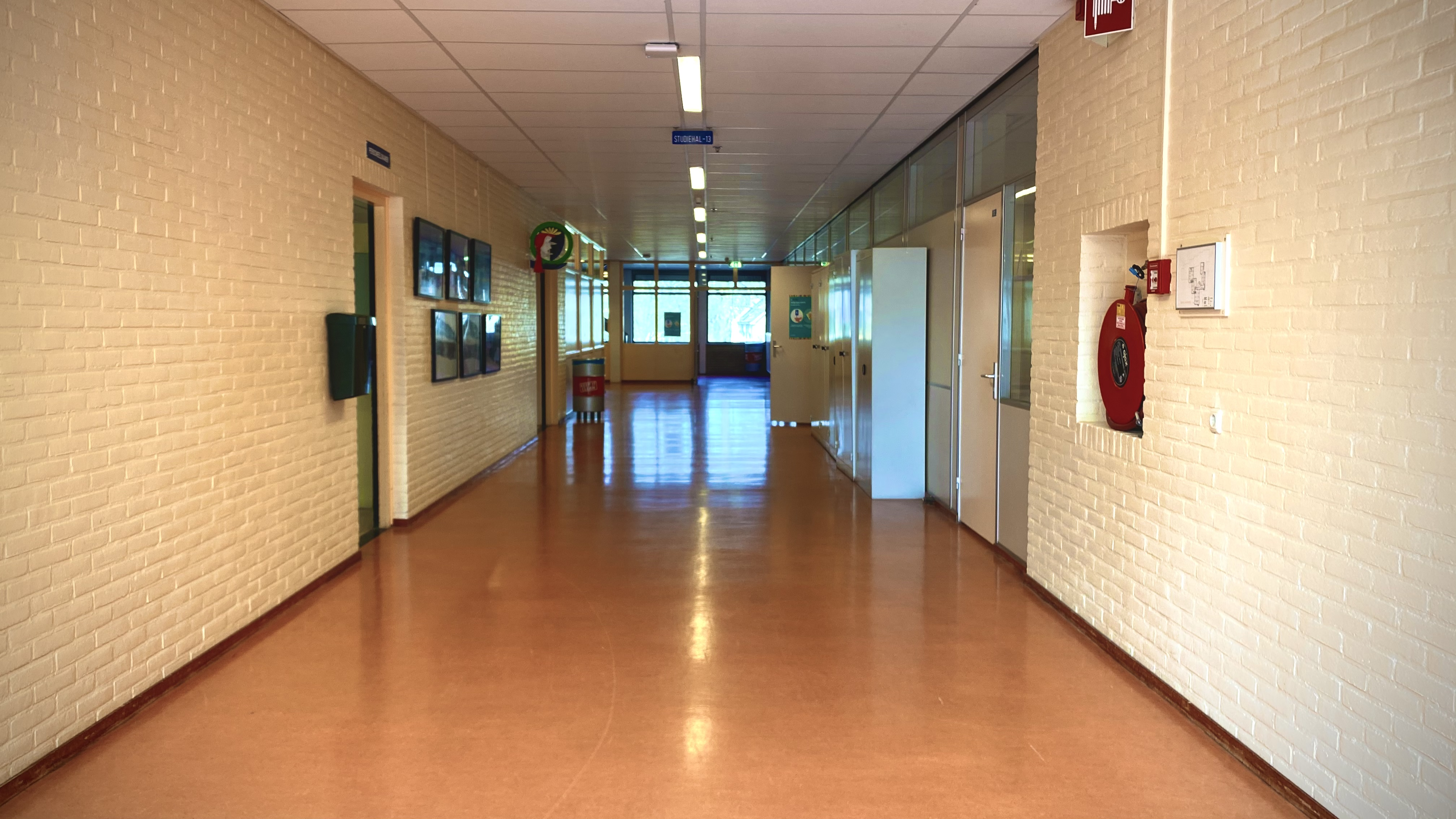
Hal in het Ashram College
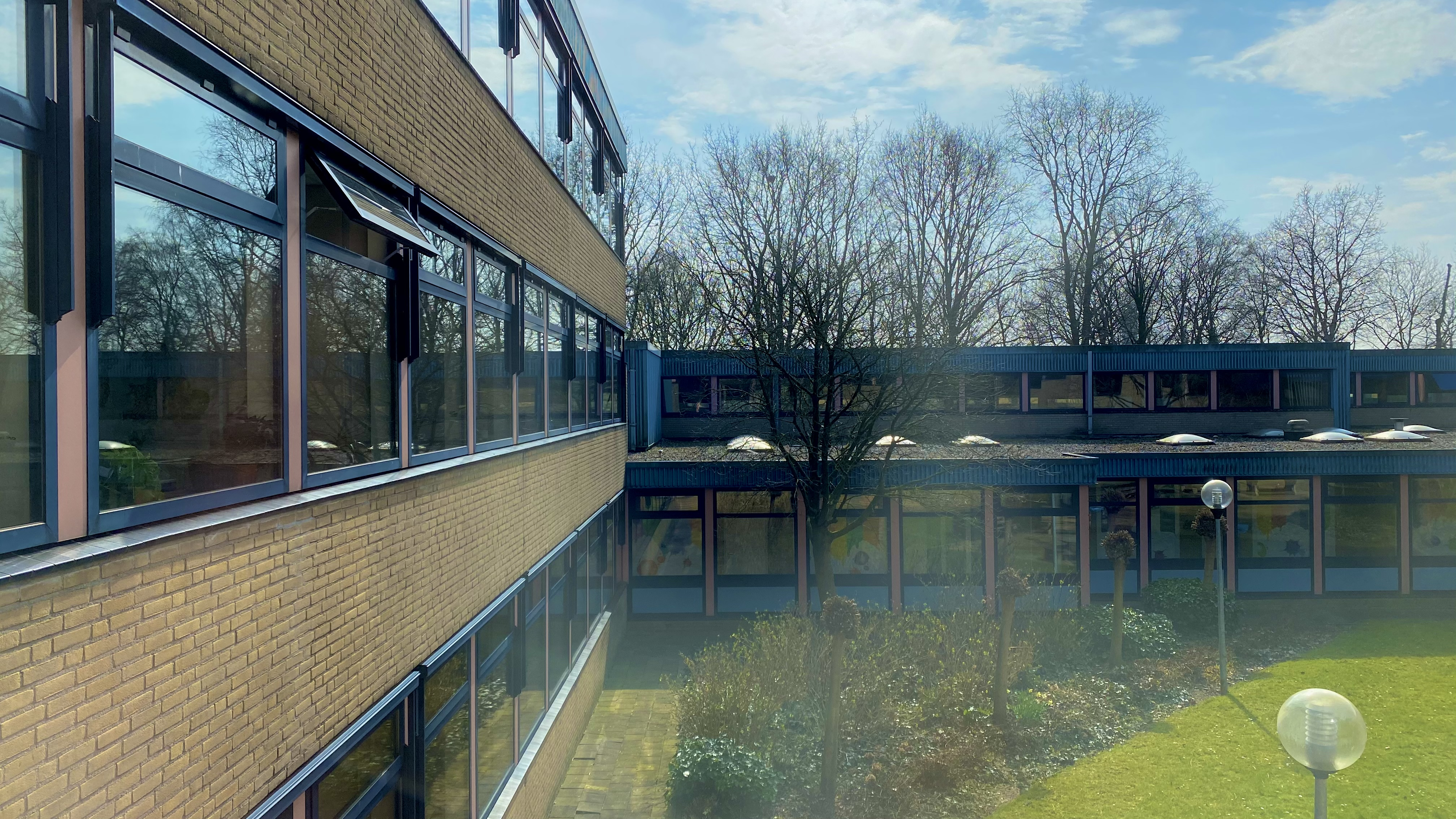
Binnentuin op het Ashram College